# Journal of Animal and Feed Sciences
Journal of Animal and Feed Sciences (viết tắt: J. Anim. Feed Sci.) là một tạp chí khoa học và công nghệ được xuất bản từ năm 1992 bởi Viện Sinh lý và Dinh dưỡng Động vật-Kielanowski, thuộc Viện Hàn lâm Khoa học Ba Lan. Lĩnh vực khoa học chính của Tạp chí là: chăn nuôi, di truyền động vật, sinh lý dinh dưỡng, công nghệ thức ăn và bảo quản thực phẩm. Tạp chí xuất bản bằng tiếng Anh, một năm có 4 số.

## Mã số xuất bản
- ISSN: 1230-1388 (bản in)
- GICID: 71.0000.1500.2161
- DOI: 10.22358
- Nhà xuất bản: Viện Sinh lý và Dinh dưỡng Động vật-Kielanowski, thuộc Viện Hàn lâm Khoa học Ba Lan.

## Chỉ số ảnh hưởng của Tạp chí
- Chỉ số IF (Journal Impact Factor) năm 2019: 1.150[3]
- Chỉ số sự ảnh hưởng của từng bài báo (Article Influence) năm 2019: 0.2[3]
- Chỉ số SJR (Scimago Journal Rank) năm 2019: 0.396[3]
- Chỉ số SNIP (Source Normalized Impact per Paper) năm 2019: 0.743[3]
- Chỉ số Scopus CiteScore năm 2019: 1.7[3]
- Chỉ số H Index năm 2019: 31[4]
- Danh mục tạp chí SCIE năm 2019: Nhóm Q2[4]
- Journal of Animal and Feed Sciences được lập chí mục trích dẫn trong các cơ sở dữ liệu khoa học: Web of Science (BIOSIS Previews; Current Contents – Agriculture, Biology and Environmental Sciences; Journal Citation Report; Science Citation Index Expanded) (www.webofscience.com); Scopus; EBSCO; CABI; FSTA - Food Science & Technology Abstracts; Cabell's Internationa; Index Copernicus; AGRO[5].

## Ban biên tập[6]
Tổng biên tập:
- Jacek Skomiał

Thư ký biên tập
- Paulina Brodowska-Wójcik

Chỉnh sửa và hiệu đính:
- Aleksandra Ziołecka
- Agata Krawczyńska
- Paulina Brodowska-Wójcik